# Obiectivul de Dezvoltare Durabilă 14 al Uniunii Europene
ODD 14 - Viața marină își propune să protejeze și să asigure utilizarea durabilă a mărilor și oceanelor. Aceasta include reducerea poluării marine și a acidificării oceanelor, încetarea pescuitului excesiv și conservarea ecosistemelor marine și de coastă. ODD 14 este strâns legat de alte ODD, deoarece oceanele susțin economiile și mijloacele de trai costiere, contribuie la producția de alimente și funcționează ca un rezervor de carbon.
Traiul și bunăstarea europenilor depind în mare măsură de sănătatea și productivitatea ecosistemelor marine. În același timp, mediile marine și costiere sunt afectate de schimbările climatice, alterarea habitatului, pierderea biodiversității, exploatarea excesivă a resurselor marine și poluarea din diverse surse. Monitorizarea ODD 14 în contextul UE implică astfel analizarea tendințelor în domeniile sănătății oceanelor, conservarea marinei și pescuitul durabil. UE a înregistrat progrese moderate către ODD 14 pe parcursul perioadei de cinci ani evaluate. Pe partea pozitivă, ariile marine protejate au crescut, iar stocurile de pește din zonele marine ale UE (în special în Atlanticul de Nord-Est) par să se redreseze datorită reducerii presiunii pescuitului. Cu toate acestea, tendințe nesustenabile sunt vizibile în domeniile acidificării oceanelor (ca urmare a emisiilor de dioxid de carbon din activitățile umane) și eutrofizării.

## Indicatori care măsoară progresul către ODD14, UE
| Indicator                                                  | Perioadă                                                    | Rata anuală de creștere                                     | Tendință                                                    | Observații                     |
| Sănătatea mărilor și oceanelor                             | Sănătatea mărilor și oceanelor                              | Sănătatea mărilor și oceanelor                              | Sănătatea mărilor și oceanelor                              | Sănătatea mărilor și oceanelor |
| ---------------------------------------------------------- | ----------------------------------------------------------- | ----------------------------------------------------------- | ----------------------------------------------------------- | ------------------------------ |
| Aciditatea medie globală a apei de mare de suprafață       | 2006–2021                                                   | –0,02%                                                      | ▼                                                           | ODD 14                         |
| Aciditatea medie globală a apei de mare de suprafață       | 2016–2021                                                   | –0,03%                                                      | ▼                                                           | ODD 14                         |
| Ape marine afectate de eutrofizare                         | 2007–2022                                                   | 4,2%[1]                                                     | ▼                                                           | ODD 14                         |
| Ape marine afectate de eutrofizare                         | 2017–2022                                                   | 19,5%[1]                                                    | ▼                                                           | ODD 14                         |
| Locuri de scăldat de coastă cu o calitate excelentă a apei | 2011–2021                                                   | 0,8%                                                        | ▲                                                           | ODD 14                         |
| Locuri de scăldat de coastă cu o calitate excelentă a apei | 2016–2021                                                   | 0,1%                                                        | ▲                                                           | ODD 14                         |
| Conservarea mediului marin                                 |                                                             |                                                             |                                                             |                                |
| Zone marine protejate                                      | serie temporală prea scurtă pentru evaluarea pe termen lung | serie temporală prea scurtă pentru evaluarea pe termen lung | serie temporală prea scurtă pentru evaluarea pe termen lung | ODD 14                         |
| Zone marine protejate                                      | 2016–2021                                                   | constatat :10,3%                                            | ▲                                                           | ODD 14                         |
| Zone marine protejate                                      | 2016–2021                                                   | necesar :10,5%                                              | ▲                                                           | ODD 14                         |
| Pescuit sustenabil                                         |                                                             |                                                             |                                                             |                                |
| Tendințe estimate ale biomasei stocurilor de pește         | 2005–2020                                                   | 1,3%                                                        | ▲                                                           | ODD 14                         |
| Tendințe estimate ale biomasei stocurilor de pește         | 2015–2020                                                   | 2,6%                                                        | ▲                                                           | ODD 14                         |
| Tendințe estimate ale presiunii pescuitului                | 2005–2020                                                   | –3,1%                                                       | ▲                                                           | ODD 14                         |
| Tendințe estimate ale presiunii pescuitului                | 2015–2020                                                   | –3,0%                                                       | ▲                                                           | ODD 14                         |

Note:

Pentru indicatorii fără țintă sunt prezentate ratele de creștere constatate pe perioadele specificate. Pentru indicatorii cu o țintă UE cuantificată (), sunt prezentate atât ratele de creștere constatate, cât și ratele de creștere care ar fi fost necesare în perioadele specificate pentru îndeplinirea obiectivului

[1] evaluarea tendințelor se bazează pe o medie mobilă pe patru ani

## Prezentare generală

### Sănătatea mărilor și oceanelor
Atingerea obiectivului de a avea oceane curate, sănătoase și productive necesită o abordare integrată care să abordeze diferite presiuni. Pentru a monitoriza ODD 14 în contextul UE, au fost aleși indicatori care se concentrează pe acidificarea oceanelor, eutrofizarea și calitatea apei de scăldat. UE se angajează să îmbunătățească calitatea apei din apele marine și din zonele litorale (de coastă) ale bazinelor maritime din jurul UE, printr-o serie de politici terestre și maritime și prin implicarea activă în convențiile maritime regionale, prin strategiile UE privind bazinul maritim și cele macroregionale și prin sprijinirea regiunilor sale ultraperiferice. Ca urmare, au apărut unele tendințe pozitive pentru calitatea apei de scăldat și reducerea poluării locale prin îmbunătățirea epurării apelor uzate. Oceanele, însă, au continuat să se acidifice ca urmare a schimbărilor climatice globale.
Acidificarea apei de mare prezintă un risc pentru mediul marin și pentru reglementarea climatică globală
Acidificarea apei de mare are loc atunci când nivelurile crescute de dioxid de carbon (CO2) din atmosferă sunt absorbite de mediul marin. Acidificarea reduce calcificarea și afectează procesele biochimice, cum ar fi fotosinteza, cu efecte secundare pentru întregi ecosisteme. Deoarece apa rece absoarbe mai mult CO2, regiunile polare sunt afectate în mod disproporționat de acidificare. Cercetările au arătat că organismele care se bazează pe calcificare (de exemplu, midii, corali și plancton) și fotosinteză (plancton și alge) sunt deosebit de vulnerabile la aciditatea crescută.
Înainte de industrializare, nivelurile pH variau între 8,3 și 8,2. Din 1985, aceste niveluri au scăzut într-un ritm constant, pH-ul mediu global al apei de mare de suprafață atingând un nivel scăzut fără precedent de 8,049 în 2021. Inițiativele UE privind [[atenuarea schimbărilor climaticeî] (vezi ODD 13) au, prin urmare, o importanță vitală pentru atingerea țintei ODD 14.3 privind minimizarea acidificării apei de mare.
Poluarea continuă să amenințe mediul marin
Pe lângă acidificare, ecosistemul marin al Europei rămâne amenințat din cauza poluanților organici și chimici din activitățile umane, precum și a deșeurilor marine și a poluării fonice. Concentrațiile excesive de nutrienți din agricultură și din apele uzate municipale, în special compuși ai fosforului și azotului, provoacă eutrofizare, care poate duce la înmulțirea problematică a algelor și epuizarea oxigenului, cu consecințe grave pentru sănătatea ecosistemului marin și biodiversitatea.
Serviciul maritim Copernicus monitorizează toate bazinele maritime ale UE, analizând epuizarea oxigenului și măsoară anomaliile nivelurilor de clorofilă a, ca indicator al eutrofizării. Datele despre clorofilă arată fluctuații anuale puternice în zona apelor marine ale UE afectate. În majoritatea anilor din seria cronologică dintre 2000 și 2022, au fost afectați mai puțin de 20.000 km2, ceea ce corespunde la mai puțin de 0,4% din zona economică exclusivă (ZEE) a UE. Cu toate acestea, în unii ani, de exemplu 2007, 2008, 2018 și 2022, această zonă a fost afectată de peste două ori mai intens, evidențiindu-se o variabilitate anuală puternică. În 2022, 54.920 km2 de ape marine ale UE au fost afectați de eutrofizare, ceea ce reprezintă 1,0% din ZEE a UE. Folosirea unei medii mobile pe patru ani uniformizate pentru a permite o evaluare mai clară a tendinței confirmă faptul că în perioada de cinci ani evaluată, din 2017 până în 2022, zona afectată de eutrofizare a fost în creștere în UE.
O altă amenințare la adresa mediului marin este poluarea chimică cu substanțe periculoase, deșeuri marine din plastic și microplastice. Poluarea chimică provine dintr-o serie de surse terestre și marine, inclusiv agricultură (ca urmare a utilizării de pesticide și medicamente de uz veterinar), industrie, gospodării și sectorul transporturilor. O preocupare deosebită sunt poluanții organici persistenti (POP), care se degradează lent și se pot bioacumula în lanțul alimentar. Deșeurile marine, cum ar fi bidoanele din plastic și ambalajele, se pot descompune în particule mai mici prin fotodegradare, eliberând în apă substanțe chimice precum bisfenol A (BPA) și ftalați. Dealtfel, transferul de substanțe chimice toxice din deșeuri în lanțul alimentar are loc deja pe scară largă și poate avea în cele din urmă efecte combinate asupra vieții marine și a sănătății umane.
Estimările privind deșeurile din plastic care pătrund în oceanele Europei sunt provizorii, din cauza lipsei de date. Cu toate acestea, Comisia Europeană estimează că între 150.000 și 500.000 de tone de plastic intră în apele marine ale UE în fiecare an. Poluarea cu plastic are multe efecte nocive asupra mediului marin, de exemplu poate prinde sau sugruma animale marine sau poate fi ingerat de acestea. Plasticul marin poate proveni atât din surse terestre, cât și din mare. Plasticele de unică folosință reprezintă aproximativ 50% din totalul deșeurilor marine de pe plajele europene. Pe baza unei inițiative a Comisiei, în 2019, Parlamentul European și Consiliul au adoptat noua directivă europeană privind materialele plastice de unică folosință care vizează aceste materiale plastice, unele unelte de pescuit, alături de alte produse din plastic.
Eutrofizarea indusă de om, concentrațiile de contaminanți, deșeurile marine și poluarea fonică sunt presiuni multiple comune care trebuie reduse la minimum pentru ca apele marine să obțină o stare bună de mediu în conformitate cu Directiva-cadru privind strategia marină (Marine Strategy Framework Directive - MSFD) și o stare ecologică bună pentru apele de coastă în conformitate cu Directiva-cadru privind apa (Water Framework Directive - WFD).
Coastele europene oferă un număr tot mai mare de locuri de scăldat cu o calitate excelentă a apei
Calitatea apei de pe litoralul marin (de coastă) este afectată de poluarea terestră provenită de la sistemele de canalizare neconforme, din agricultură sau scurgeri de suprafață din orașele de coastă și care constă în deversarea de substanțe chimice periculoase, nutrienți, deșeuri de plastic și microplastice. Poluarea rezultată exercită o presiune semnificativă asupra ecosistemelor acvatice și asupra vieții subacvatice.
În UE, evoluțiile recente au fost destul de favorabile în acest sens și, ca urmare, calitatea apei din zonele de scăldat de coastă ale UE s-a îmbunătățit aproape continuu din 2011. Cei mai importanți factori care afectează calitatea acestor ape sunt contaminarea microbiologică și deșeurile marine. Între 2011 și 2021, ponderea zonelor de scăldat din Europa cu o calitate „excelentă” a apei a crescut mai mult sau mai puțin constant, ajungând la 88,3% în 2021. Trebuie remarcat totuși că indicatorul apei pentru scăldat oferă doar o imagine limitată a poluării din mările europene, deoarece este concentrat pe țărm și exclude apele de tranziție sau apele mai îndepărtate de coastă. În plus, deoarece clasificarea calității apei pentru scăldat ia în considerare seturile de date raportate pentru ultimele patru sezoane de scăldat, acest indicator nu tinde să fluctueze foarte mult de la an la an.

### Conservarea mediului marin
Viața cetățenilor europeni depinde în multe privințe de serviciile oferite de ecosistemele marine, inclusiv cele de echilibrare climatică, furnizare de pește și fructe de mare, protecția coastelor, valoare culturală, posibilități de recreere și turism. În acest context, Comisia Europeană și statele membre au luat mai multe măsuri pentru a combate degradarea habitatelor acvatice și de coastă și a biodiversității, care reprezintă o amenințare gravă la adresa mijloacelor de trai uman, a securității alimentare și a stabilității climatice. Un pas crucial a fost desemnarea unei rețele de zone marine protejate (AMP), în care unele activități umane sunt supuse unei reglementări mai stricte. Gradul de protecție și, prin urmare, eficacitatea AMP-urilor depind de planul de management care reglementează fiecare arie protejată. Măsurile de gestionare pot varia de la interzicerea totală a pescuitului, mineritului sau producerii de energie eoliană, până la un regim de protecție mai moderat în care activitatea economică este restricționată, de exemplu permițând doar anumite metode de pescuit. Cu toate acestea, multe AMP încă nu dispun de planuri cuprinzătoare de management sau încă permit activități potențial dăunătoare. Unul dintre angajamentele asumate de comunitatea internațională la summitul „One Ocean” din 2022 Arhivat în 19 octombrie 2022, la Wayback Machine. și UN COP15 privind biodiversitatea a fost desemnarea de noi AMP-uri pentru a atinge obiectivul de a proteja 30% din spațiul marin până în 2030. Acest obiectiv este susținut și de reperul Tratatul Mării Libere pentru protecția oceanelor al Coaliției pentru biodiversitate dincolo de jurisdicția națională (Biodiversity Beyond National Jurisdiction - BBNJ) și a fost deja inclus în Strategia UE pentru biodiversitate pentru 2030. Cu ambiția de a accelera implementarea ODD 14 la nivel global, UE a adoptat 52 angajamente în valoare de până la 7 miliarde euro la Conferința ONU asupra oceanelor din iunie 2022.
Deși suprafața ariilor marine protejate a crescut în UE, starea de conservare a habitatelor și speciilor marine rămâne nefavorabilă
Un raport al Agenției Europene de Mediu a arătat că o proporție mare de specii și habitate marine din mările Europei se află încă în „stare de conservare nefavorabilă” și că starea ecosistemului marin nu este în general „bună”. O abordare pentru protejarea ecosistemelor marine este desemnarea de noi zone marine protejate.
Între 2012 și 2021, suprafața ariilor marine protejate a crescut considerabil, de la 216.742 km2 la 611.550 km2. Chiar dacă aceasta înseamnă că AMP-urile reprezentau doar 12,1% din suprafața marină totală a UE în 2021, UE este pe cale să își atingă obiectivul de 30% până în 2030. Din 2016, suprafața totală a ariilor marine protejate (AMP) a crescut semnificativ în 12 din cele 22 de state membre ale UE cu un frontiera maritimă. Cele mai mari creșteri relative ale dimensiunilor ariilor marine protejate au fost raportate de Franța, Grecia, Cipru și Spania.
Deși este o evoluție pozitivă, creșterea în sine a suprafeței totale a ariilor protejate nu oferă indicații despre cât de bine sunt protejate speciile și habitatele. De fapt, UE nu are în prezent o imagine de ansamblu sau o evaluare a eficienței planurilor de management asociate cu AMP desemnate în mările regionale ale UE. Într-un raport special privind mediul marin, Curtea de Conturi Europeană a concluzionat că AMP-urile UE oferă în practică o protecție limitată.
Pentru a obține o imagine mai bună asupra AMP-urilor, sunt necesare informații despre conectivitatea, starea acestora și implementarea măsurilor de conservare. Strategia pentru biodiversitate pentru 2030 cere Comisiei ca, în cooperare cu statele membre și cu Agenția Europeană de Mediu, să adopte criterii și orientări pentru identificarea și desemnarea de noi arii protejate, precum și pentru o planificare coerentă a managementului. Comisia Europeană a adoptat un plan de acțiune pentru protejarea și refacerea ecosistemelor marine pentru a asigura un Pescuit sustenabil și rezilient. Acest plan de acțiune solicită statelor membre ale UE să ia măsuri pentru reducerea la minimum a capturilor accidentale de specii sensibile și pentru interzicerea pescuitului mobil de fund în AMP, datorită impactului lor mare asupra speciilor și habitatelor de pe fundul mării.

### Pescuit sustenabil
Pe lângă poluare, utilizarea nesustenabilă a resurselor vii este principala amenințare la adresa habitatelor și speciilor marine din UE. O abordare bazată pe ecosistem pentru gestionarea flotelor de pescuit europene este prevăzută în cadrul politicii comune de pescuit a UE și este necesară pentru conservarea biodiversității.
Guvernarea pescuitului în apele UE se concentrează în principal pe accesul echitabil și pe aprovizionarea durabilă. Politica europeană comună în domeniul pescuitului (European Common Fisheries Policy - CFP) urmărește să se asigure că pescuitul din UE este gestionat în mod durabil prin stabilirea limitelor de captură la randamentul maxim sustenabil. Acesta limitează cantitatea totală de pește capturat și controlează cine, cum, când și unde are dreptul să pescuiască, pentru a preveni deteriorarea ecosistemelor marine vulnerabile și pentru a conserva stocurile de pește. Astfel, punerea în aplicare a CFP va afecta în mod direct atingerea ODD 14, în special în privința opririi pescuitului excesiv, practicilor de pescuit distructive și/sau ilegale, nedeclarate și nereglementate și a subvențiilor care încurajează aceste activități. În plus, pescuitul nedurabil reprezintă o amenințare majoră pentru ecosistemele marine prin capturile accidentale de specii nețintă (cum ar fi păsările și cetaceele) și degradarea fundului mării. CFP împuternicește statele membre și Comisia să reglementeze pescuitul într-un mod care să respecte, de asemenea, obligațiile directivelor privind păsările și habitatele și a Directivei-cadru privind strategia marină.
Sustenabilitatea îmbunătățită a pescuitului în apele marine ale UE
Pescuitul european afectează productivitatea stocului de pește și dimensiunea stocului prin capturi. Cu toate acestea, deoarece dimensiunea stocului variază în mod natural, gestionarea pescuitului este un exercițiu complex. Controlul mortalității prin pescuit este o modalitate de gestionare a pescuitului. Mortalitatea prin pescuit (F) reflectă proporția de pești de o anumită vârstă care sunt capturați prin pescuit pe parcursul unui an. Pentru ca pescuitul să fie durabil, mortalitatea prin pescuit nu ar trebui să depășească valoarea maximă durabilă a randamentului (FMSY), care reprezintă cea mai mare captură care poate fi extrasă dintr-un stoc de pește pe o perioadă nedeterminată, fără a-l afecta.
Valoarea mediană bazată pe model a tuturor evaluărilor stocurilor F/FMSY poate fi utilizată pentru a estima presiunile de pescuit asupra stocurilor de pește. Valorile de peste 1,0 înseamnă că mortalitatea actuală prin pescuit depășește randamentul maxim durabil estimat. Rezultatele pentru apele marine ale UE reflectă tendința de scădere a stocurilor totale exploatate excesiv și arată o reducere cu 37% a presiunii pescuitului, de la 1,87 în 2005 la 1,17 în 2020. Cu toate acestea, această valoare generală maschează faptul că, în timp ce stocurile de pește din nord-estul Oceanului Atlantic (inclusiv Marea Baltică), de unde provin aproximativ trei sferturi din capturile UE, au fost, în medie, pescuite în mod durabil (valoare mediană F/FMSY de 0,76 în 2021), stocurile de pește din Marea Mediterană și Marea Neagră erau încă exploatate excesiv (valoare mediană F/FMSY de 1,71 în 2020). Dacă UE dorește să-și atingă propriile obiective pentru pescuitul durabil, eforturile trebuie sporite substanțial în aceste regiuni maritime.
În același timp, s-a înregistrat o îmbunătățire a numărului de capturi sub limita FMSY în Atlanticul de Nord-Est. În 2003, doar 27% dintre capturile în această regiune au fost sub limita FMSY, în timp ce în 2021, această valoare a crescut la 74%. Prin urmare, un sfert din stocurile din Atlanticul de Nord-Est încă erau exploatate excesiv.
Abordarea UE cu privire la pescuitul durabil nu se limitează la respectarea MSY. Directiva-cadru privind strategia pentru mediul marin impune ca populațiile de pești și crustacee exploatate comercial să aibă o distribuție sănătoasă a vârstei și a mărimii.
Starea stocurilor și capacitatea lor de reproducere pot fi măsurate și descrise prin biomasa stocului de pești, precum și prin biomasa stocului reproducător (spawning stock biomass - SSB). Estimările biomasei sunt, totuși, asociate cu niveluri ridicate de incertitudine din cauza variabilității anuale mari a biomasei stocului. Stocurile de pește pot, de asemenea, să necesite timp pentru a răspunde modificărilor măsurilor de gestionare, iar rezultatele pot fi mascate de alți factori, cum ar fi condițiile de mediu și atacul prădătorilor. Din acest motiv, analizele tendințelor biomasei stocurilor ar trebui să se concentreze întotdeauna pe modele pe termen lung. A existat o creștere estimată cu 22% a biomasei în apele marine ale UE între 2005 și 2020. Creșterea a fost mai puternică în Atlanticul de Nord-Est, câștigând aproximativ 43%, în timp ce biomasa stocului a crescut doar cu 3% în Marea Mediterană și Marea Neagră.

## Prezentarea principalilor indicatori

### Aciditatea medie globală a apei de mare de suprafață

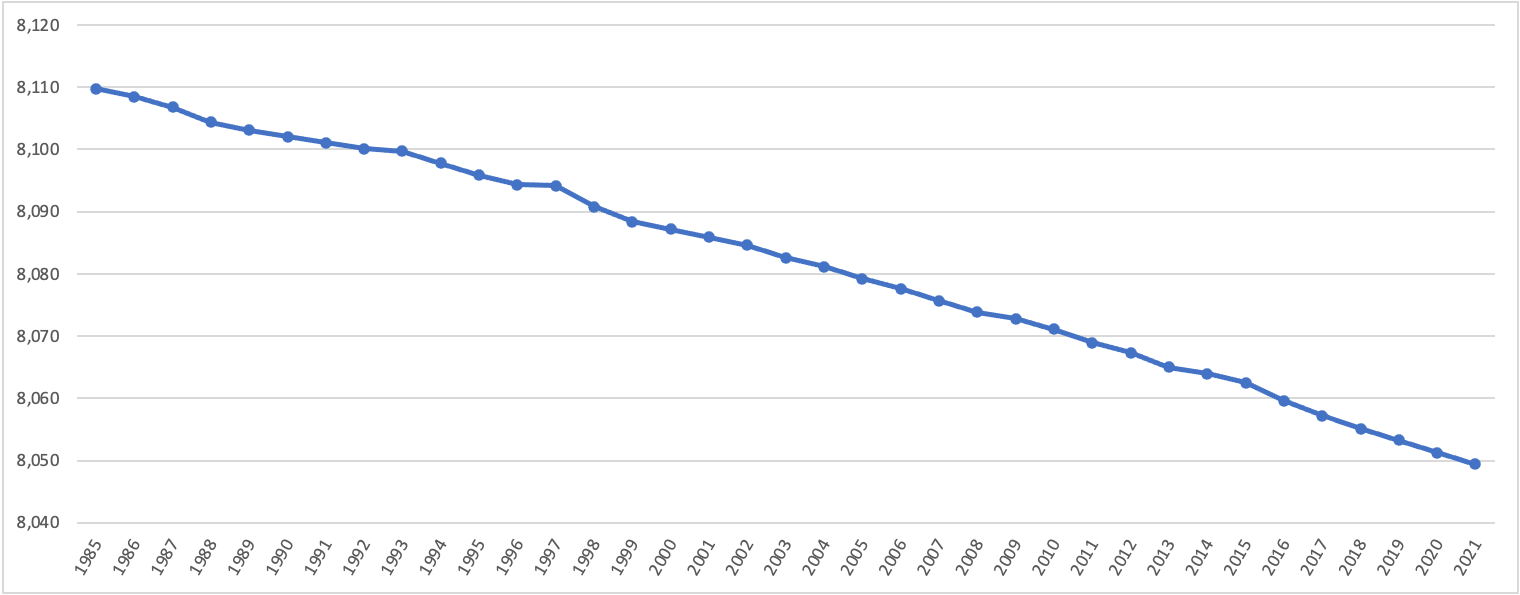
valoare pH
Sursa: Eurostat (online data code: sdg_14_50)

Acest indicator prezintă aciditatea medie anuală globală a apei de mare de suprafață exprimată ca valoare pH. Scăderea pH-ului observată la scară globală corespunde unei creșteri a acidității apei de mare. Această tendință este cauzată de o creștere a CO2 atmosferic, care crește absorbția de CO2 de către oceane. Acest lucru este direct corelat cu pH-ul apei de mare. Serviciul maritim Copernicus a calculat pH-ul mediu anual global al apei de mare de suprafață începând cu 1985.
| An | 1985  | 1986  | 1987  | 1988  | 1989  | 1990  | 1991  | 1992  | 1993  | 1994  |
| -- | ----- | ----- | ----- | ----- | ----- | ----- | ----- | ----- | ----- | ----- |
| pH | 8,110 | 8,108 | 8,107 | 8,104 | 8,103 | 8,102 | 8,101 | 8,100 | 8,100 | 8,098 |
| An | 1995  | 1996  | 1997  | 1998  | 1999  | 2000  | 2001  | 2002  | 2003  | 2004  |
| pH | 8,096 | 8,094 | 8,094 | 8,091 | 8,088 | 8,087 | 8,086 | 8,085 | 8,083 | 8,081 |
| An | 2005  | 2006  | 2007  | 2008  | 2009  | 2010  | 2011  | 2012  | 2013  | 2014  |
| pH | 8,079 | 8,078 | 8,076 | 8,074 | 8,073 | 8,071 | 8,069 | 8,067 | 8,065 | 8,064 |
| An | 2015  | 2016  | 2017  | 2018  | 2019  | 2020  | 2021  |       |       |       |
| pH | 8,062 | 8,060 | 8,057 | 8,055 | 8,053 | 8,051 | 8,049 |       |       |       |

Notă:

Deoarece scara pH-ului este logaritmică, creșterea reală a acidității este mai mare. Modificarea valorii pH-ului cu aproximativ –0,01 între 2016 și 2021 înseamnă o creștere a acidității cu aproximativ 2%

Sursa: Eurostat (online data code: sdg_14_50

### Ape marine afectate de eutrofizare

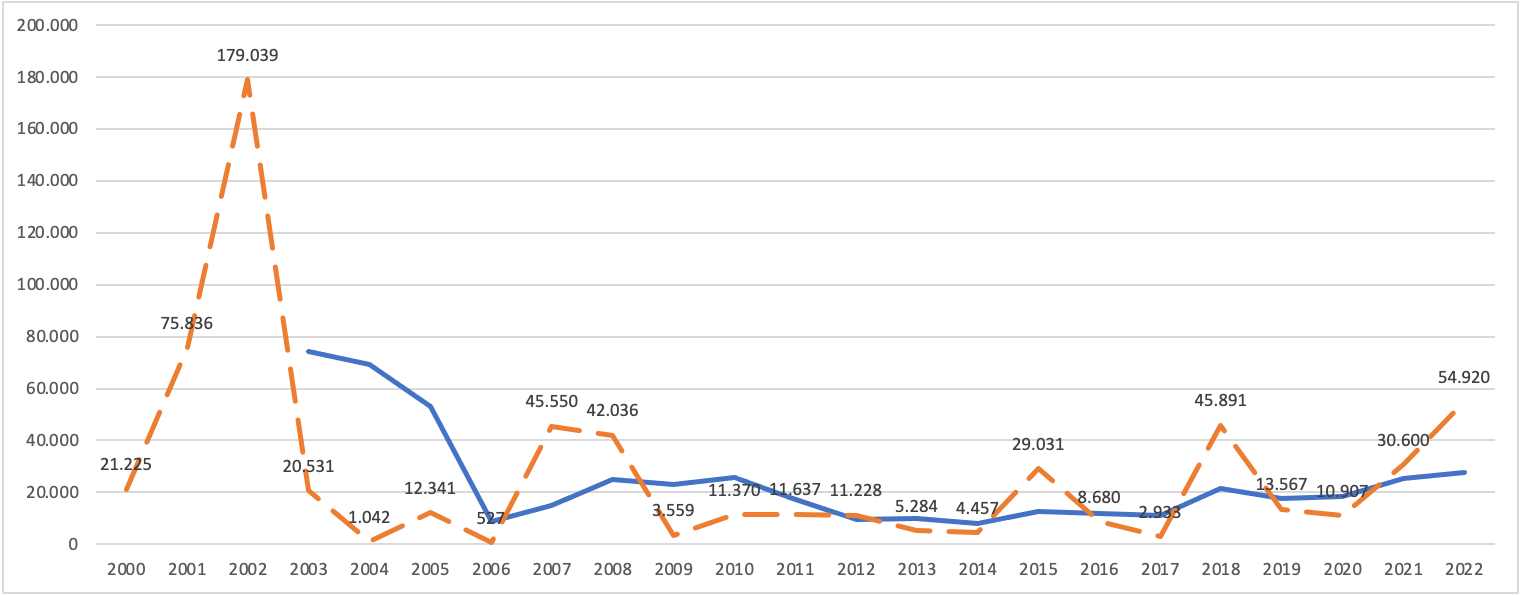
valori anuale
media ultimilor 4 ani
Sursa: Eurostat (online data code: sdg_14_60)

Acest indicator arată amploarea apelor marine eutrofice din zona economică exclusivă (ZEE) a UE. O zonă este clasificată ca eutrofică dacă concentrațiile de clorofilă-a, ca indicator relativ, depășesc 90% din valoarea de referință dintre 1998-2017 pentru mai mult de 25% din zilele de observație dintr-un anumit an. Eutrofizarea este procesul prin care un exces de nutrienți, în principal fosfor și azot, duce la creșterea sporită a materialului vegetal dintr-un corp acvatic, în special a algelor planctonice, având ca rezultat scăderea calității apei prin reducerea concentrației de oxigen dizolvat, ceea ce poate provoca moartea prin hipoxie a organismelor acvatice. Activitățile antropice, cum ar fi agricultura, zootehnia, acvacultura, industria și apele uzate, sunt sursa principală de aport de nutrienți în zonele cu probleme. Serviciul maritim Copernicus calculează indicatorul utilizând imagini din satelit.
| Loc | Țară              | 2014  | 2015  | 2016  | 2017  | 2018  | 2019  | 2020  | 2021  | 2022  |
|     |                   |       |       |       |       |       |       |       |       |       |
| --- | ----------------- | ----- | ----- | ----- | ----- | ----- | ----- | ----- | ----- | ----- |
| -   | Uniunea Europeană | 0,1   | 0,5   | 0,2   | 0,1   | 0,9   | 0,3   | 0,2   | 0,6   | 1,0   |
| 1   | Belgia            | 0,0   | 0,0   | 0,0   | 0,0   | 0,0   | 0,0   | 0,0   | 0,0   | 0,0   |
| 2   | Malta             | 0,0   | 0,0   | 0,0   | 0,0   | 0,0   | 0,0   | 0,0   | 0,0   | 0,0   |
| 3   | România           | 0,0   | 0,1   | 0,0   | 0,0   | 0,0   | 0,0   | 0,0   | 0,0   | 0,0   |
| 4   | Bulgaria          | 0,0   | 0,0   | 0,0   | 0,0   | 0,0   | 0,0   | 0,0   | 0,0   | 0,0   |
| 5   | Italia            | 0,2   | 0,1   | 0,1   | 0,1   | 0,1   | 0,1   | 0,1   | 0,0   | 0,0   |
| 6   | Letonia           | 0,2   | 0,2   | 0,1   | 0,3   | 0,4   | 0,1   | 0,2   | 0,0   | 0,0   |
| 7   | Polonia           | 0,1   | 0,1   | 0,1   | 0,1   | 0,1   | 0,2   | 0,2   | 0,0   | 0,0   |
| 8   | Estonia           | 0,2   | 0,3   | 0,2   | 0,3   | 1,1   | 0,3   | 0,3   | 0,0   | 0,0   |
| 9   | Lituania          | 0,2   | 0,1   | 0,2   | 0,7   | 0,2   | 0,2   | 0,2   | 0,1   | 0,0   |
| 10  | Slovenia          | 2,7   | 0,5   | 0,0   | 1,1   | 1,1   | 1,1   | 0,0   | 1,1   | 0,0   |
| 11  | Cipru             | 0,0   | 0,0   | 0,0   | 0,0   | 0,1   | 0,0   | 0,0   | 0,0   | 0,0   |
| 12  | Germania          | 0,0   | 0,0   | 0,0   | 0,0   | 0,1   | 0,0   | 1,5   | 0,0   | 0,0   |
| 13  | Croația           | 0,2   | 0,2   | 0,2   | 0,3   | 0,6   | 0,2   | 0,4   | 0,1   | 0,0   |
| 14  | Grecia            | 0,1   | 0,2   | 0,1   | 0,1   | 0,2   | 0,2   | 0,1   | 2,8   | 0,0   |
| 15  | Irlanda           | 0,0   | 0,0   | 0,0   | 0,0   | 0,0   | 0,0   | 0,0   | 0,0   | 0,1   |
| 16  | Țările de Jos     | 0,0   | 0,0   | 0,0   | 0,0   | 0,0   | 0,0   | 0,0   | 2,5   | 0,2   |
| 17  | Franța            | 0,0   | 0,0   | 0,0   | 0,0   | 0,9   | 0,1   | 0,3   | 0,0   | 0,4   |
| 18  | Spania            | 0,0   | 1,6   | 0,2   | 0,0   | 2,7   | 0,6   | 0,4   | 0,9   | 0,6   |
| 19  | Finlanda          | 0,3   | 0,4   | 0,4   | 0,4   | 0,4   | 0,6   | 0,7   | 0,1   | 1,3   |
| 20  | Portugalia        | 0,1   | 0,5   | 0,3   | 0,1   | 0,7   | 0,3   | 0,1   | 0,3   | 1,9   |
| 21  | Danemarca         | 0,0   | 0,7   | 0,0   | 0,0   | 0,0   | 0,0   | 0,0   | 0,7   | 2,4   |
| 22  | Suedia            | 0,2   | 0,4   | 0,2   | 0,3   | 0,3   | 0,5   | 0,7   | 0,4   | 6,7   |
| 23  | Cehia             | N/A z | N/A z | N/A z | N/A z | N/A z | N/A z | N/A z | N/A z | N/A z |
| 24  | Luxemburg         | N/A z | N/A z | N/A z | N/A z | N/A z | N/A z | N/A z | N/A z | N/A z |
| 25  | Ungaria           | N/A z | N/A z | N/A z | N/A z | N/A z | N/A z | N/A z | N/A z | N/A z |
| 26  | Austria           | N/A z | N/A z | N/A z | N/A z | N/A z | N/A z | N/A z | N/A z | N/A z |
| 27  | Slovacia          | N/A z | N/A z | N/A z | N/A z | N/A z | N/A z | N/A z | N/A z | N/A z |

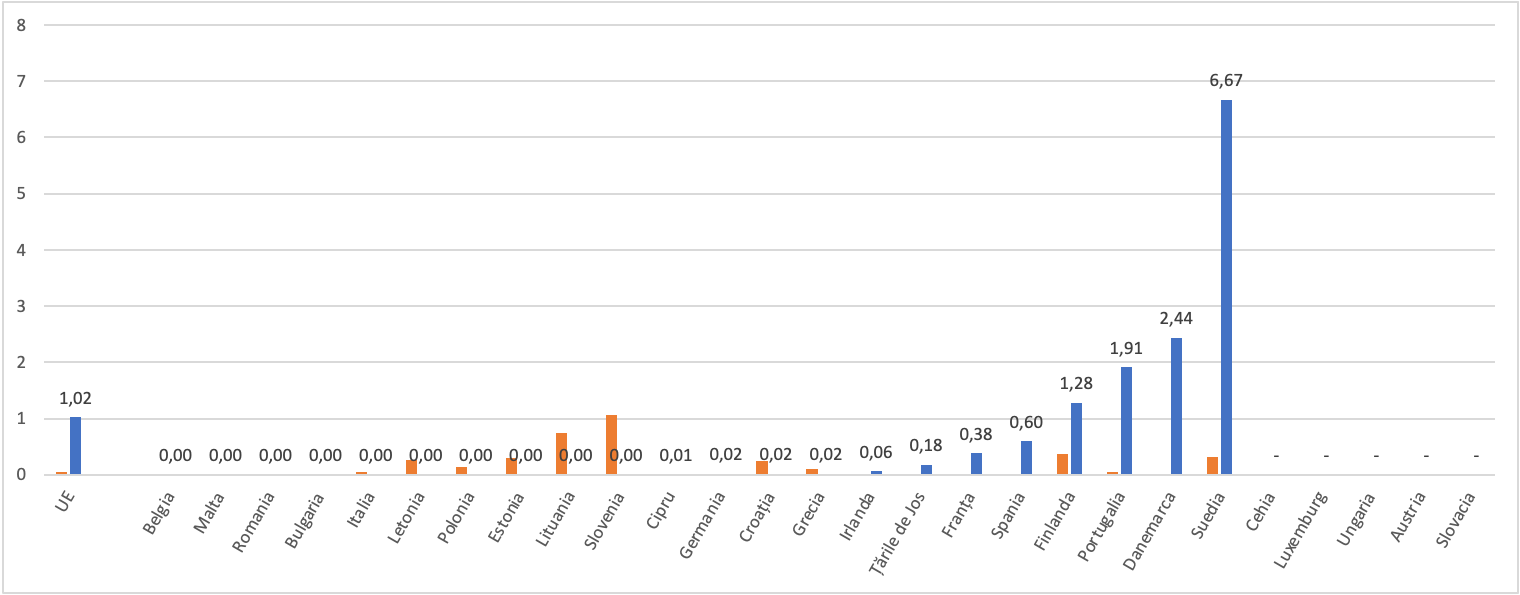
2017
2022
Sursa: Eurostat (online data code: sdg_14_60)

Sursa: Eurostat (online data code: sdg_14_60)

### Locuri de scăldat cu o calitate excelentă a apei

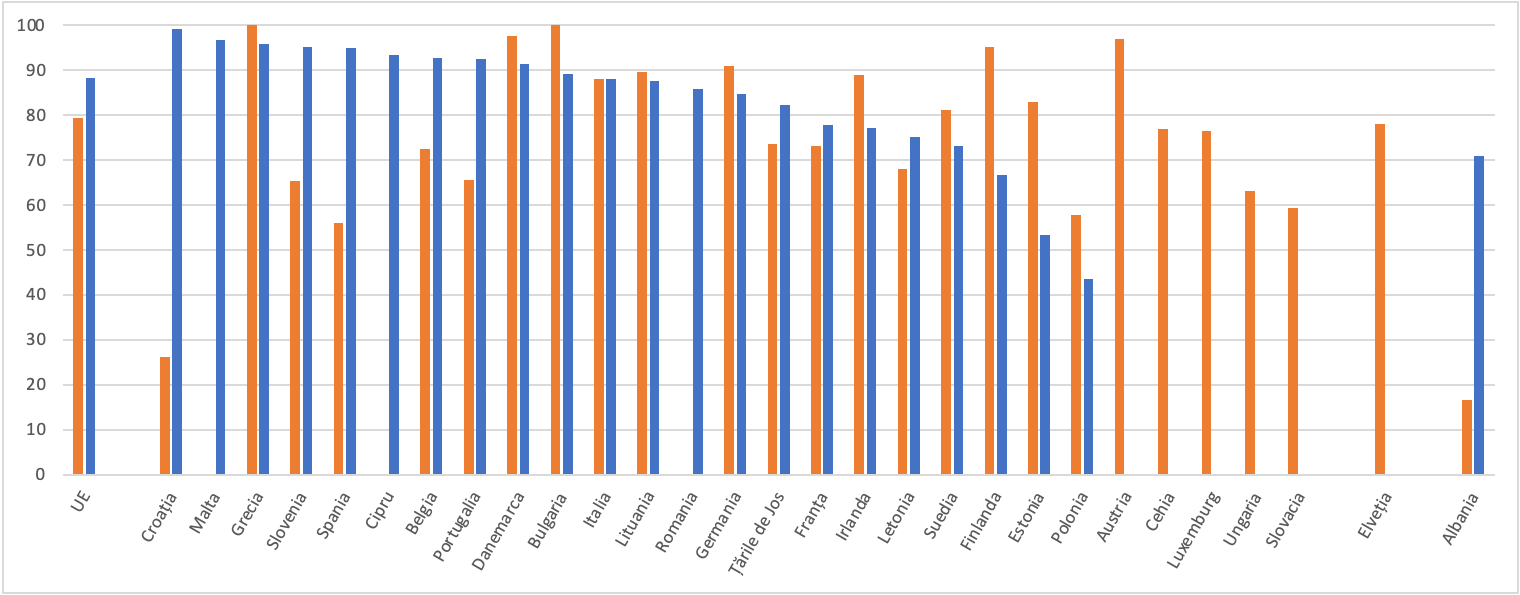
zone de coastă (litoral marin)
zone interioare (lacuri)
Sursa: Eurostat (online data code: sdg_14_40)

Acest indicator prezintă ponderea zonelor de scăldat interioare și de coastă (litorale) cu o calitate excelentă a apei în UE și este calculat pe baza mediei mobile a 16 evenimente de eșantionare în patru ani, pentru ca majoritatea evenimentelor meteorologice să fie acoperite. Calitatea apei de scăldat este evaluată conform standardelor pentru parametrii microbiologici (Enterococci și Escherichia coli). Directiva privind apa de scăldat (Bathing Water Directive - BWD) cere statelor membre să identifice și să evalueze calitatea tuturor apelor de scăldat interioare și marine și să clasifice aceste ape drept de calitate „slabă”, „suficientă”, „bună” sau „excelentă”, în funcție de nivelurile de bacterii fecale detectate. Datele prezentate în această secțiune provin de la Agenția Europeană de Mediu și se bazează pe rapoartele statelor membre în cadrul BWD.
| Loc | Țară              | 2014  | 2015  | 2016  | 2017  | 2018  | 2019  | 2020  | 2021  | 2022  |
|     |                   |       |       |       |       |       |       |       |       |       |
| --- | ----------------- | ----- | ----- | ----- | ----- | ----- | ----- | ----- | ----- | ----- |
| -   | Uniunea Europeană | 85,8  | 87,0  | 88,0  | 87,4  | 88,1  | 88,4  | 88,4  | 88,3  | 88,9  |
| 1   | Croația           | 96,4  | 96,6  | 96,4  | 95,8  | 95,6  | 98,4  | 98,8  | 99,2  | 98,9  |
| 2   | Malta             | 100   | 97,7  | 98,9  | 98,9  | 98,9  | 97,7  | 96,6  | 96,6  | 94,3  |
| 3   | Grecia            | 97,1  | 97,2  | 97,1  | 96,0  | 97,1  | 95,8  | 97,1  | 95,8  | 96,5  |
| 4   | Slovenia          | 100   | 100   | 100   | 100   | 100   | 95,2  | 95,2  | 95,2  | 95,2  |
| 5   | Spania            | 85,6  | 87,1  | 88,9  | 90,5  | 92,2  | 93,2  | 93,4  | 94,9  | 92,8  |
| 6   | Cipru             | 100   | 99,1  | 99,1  | 97,4  | 99,1  | 99,1  | 100   | 93,3  | 99,2  |
| 7   | Belgia            | 69,1  | 76,2  | 90,5  | 95,2  | 97,6  | 97,6  | 95,1  | 92,7  | 85,4  |
| 8   | Portugalia        | 87,4  | 89,6  | 89,0  | 90,6  | 94,4  | 95,6  | 93,3  | 92,4  | 90,8  |
| 9   | Danemarca         | 77,3  | 84,5  | 85,2  | 85,9  | 86,8  | 87,6  | 90,4  | 91,4  | 93,9  |
| 10  | Bulgaria          | 72,2  | 70,0  | 63,3  | 45,1  | 53,9  | 67,0  | 63,0  | 89,1  | 92,4  |
| 11  | Italia            | 90,0  | 90,4  | 90,8  | 89,9  | 90,0  | 88,2  | 88,7  | 88,1  | 89,8  |
| 12  | Lituania          | 87,5  | 87,5  | 87,5  | 87,5  | 87,5  | 100   | 93,8  | 87,5  | 87,5  |
| 13  | România           | 22,5  | 30,6  | 69,4  | 51,0  | 57,1  | 77,6  | 71,4  | 85,7  | 91,8  |
| 14  | Germania          | 78,8  | 76,3  | 80,4  | 82,8  | 85,5  | 86,6  | 83,5  | 84,6  | 86,5  |
| 15  | Țările de Jos     | 68,1  | 75,8  | 80,7  | 80,7  | 73,6  | 76,7  | 75,8  | 82,2  | 85,7  |
| 16  | Franța            | 78,5  | 78,5  | 79,1  | 80,0  | 80,0  | 81,9  | 79,4  | 77,8  | 77,6  |
| 17  | Irlanda           | 74,8  | 72,7  | 71,8  | 70,7  | 69,9  | 71,7  | 74,1  | 77,0  | 78,4  |
| 18  | Letonia           | 63,6  | 69,7  | 84,9  | 93,9  | 97,0  | 84,8  | 69,7  | 75,0  | 81,8  |
| 19  | Suedia            | 50,6  | 56,9  | 69,0  | 41,8  | 61,9  | 72,5  | 77,4  | 73,2  | 70,1  |
| 20  | Finlanda          | 63,0  | 62,3  | 58,4  | 68,8  | 65,8  | 63,6  | 71,8  | 66,7  | 73,1  |
| 21  | Estonia           | 37,0  | 40,7  | 51,9  | 51,9  | 55,6  | 51,9  | 48,3  | 53,3  | 43,3  |
| 22  | Polonia           | 60,0  | 55,4  | 56,2  | 48,5  | 30,8  | 29,4  | 30,7  | 43,5  | 50,8  |
| 23  | Austria           | N/A z | N/A z | N/A z | N/A z | N/A z | N/A z | N/A z | N/A z | N/A z |
| 24  | Cehia             | N/A z | N/A z | N/A z | N/A z | N/A z | N/A z | N/A z | N/A z | N/A z |
| 25  | Luxemburg         | N/A z | N/A z | N/A z | N/A z | N/A z | N/A z | N/A z | N/A z | N/A z |
| 26  | Ungaria           | N/A z | N/A z | N/A z | N/A z | N/A z | N/A z | N/A z | N/A z | N/A z |
| 27  | Slovacia          | N/A z | N/A z | N/A z | N/A z | N/A z | N/A z | N/A z | N/A z | N/A z |

| Loc | Țară    | 2014  | 2015  | 2016  | 2017  | 2018  | 2019  | 2020  | 2021  | 2022  |
| --- | ------- | ----- | ----- | ----- | ----- | ----- | ----- | ----- | ----- | ----- |
| -   | Elveția | N/A z | N/A z | N/A z | N/A z | N/A z | N/A z | N/A z | N/A z | N/A z |
|     |         |       |       |       |       |       |       |       |       |       |
| -   | Albania | 35,6  | 32,1  | 37,0  | 54,9  | 65,7  | 59,3  | 77,9  | 70,8  | 69,9  |

Notă:

z - nu se aplică, țară fără ieșire la mare

Sursa: Eurostat (online data code: sdg_14_40)
| Loc | Țară              | 2014 | 2015 | 2016 | 2017 | 2018 | 2019 | 2020 | 2021 | 2022 |
|     |                   |      |      |      |      |      |      |      |      |      |
| --- | ----------------- | ---- | ---- | ---- | ---- | ---- | ---- | ---- | ---- | ---- |
| -   | Uniunea Europeană | 78,4 | 81,1 | 82,1 | 82,2 | 80,9 | 79,1 | 77,7 | 78,2 | 79,3 |
| 1   | Grecia            | 50,0 | 100  | 50,0 | 66,7 | 33,3 | 66,7 | 100  | 100  | 100  |
| 2   | Bulgaria          | 100  | 100  | 100  | 25,0 | 25,0 | 25,0 | 0,0  | 100  | 100  |
| 3   | Danemarca         | 94,6 | 95,5 | 91,3 | 93,0 | 92,2 | 94,0 | 93,3 | 95,9 | 97,5 |
| 4   | Austria           | 88,7 | 90,2 | 95,1 | 95,1 | 97,3 | 98,5 | 97,7 | 97,7 | 96,9 |
| 5   | Finlanda          | 83,0 | 90,2 | 92,0 | 91,4 | 91,1 | 94,2 | 94,7 | 95,5 | 95,1 |
| 6   | Germania          | 92,2 | 93,0 | 92,8 | 93,0 | 94,1 | 93,7 | 91,1 | 91,5 | 90,9 |
| 7   | Lituania          | 85,4 | 85,4 | 84,7 | 84,7 | 84,2 | 85,1 | 84,6 | 89,4 | 89,5 |
| 8   | Irlanda           | 88,9 | 88,9 | 88,9 | 88,9 | 88,9 | 88,9 | 88,9 | 88,9 | 88,9 |
| 9   | Italia            | 86,3 | 91,4 | 91,6 | 89,8 | 90,6 | 90,0 | 88,1 | 86,4 | 88,0 |
| 10  | Estonia           | 85,2 | 85,2 | 81,5 | 74,1 | 77,8 | 74,1 | 74,3 | 80,0 | 82,9 |
| 11  | Suedia            | 62,8 | 69,3 | 75,4 | 79,7 | 86,5 | 86,1 | 81,7 | 78,5 | 81,0 |
| 12  | Cehia             | 76,3 | 79,1 | 82,5 | 81,8 | 81,7 | 81,0 | 81,7 | 81,3 | 76,9 |
| 13  | Luxemburg         | 100  | 100  | 100  | 100  | 73,3 | 70,6 | 82,4 | 82,4 | 76,5 |
| 14  | Țările de Jos     | 70,7 | 74,1 | 73,9 | 72,4 | 72,6 | 73,8 | 73,5 | 72,7 | 73,5 |
| 15  | Franța            | 70,3 | 72,0 | 73,2 | 74,3 | 77,0 | 75,7 | 74,3 | 72,3 | 73,2 |
| 16  | Belgia            | 80,9 | 81,7 | 81,7 | 81,7 | 82,2 | 78,1 | 74,0 | 71,6 | 72,4 |
| 17  | Letonia           | 61,9 | 63,6 | 78,3 | 87,0 | 87,0 | 79,2 | 66,7 | 70,8 | 68,0 |
| 18  | Portugalia        | 52,8 | 63,3 | 69,6 | 76,4 | 78,9 | 76,7 | 74,5 | 75,3 | 65,6 |
| 19  | Slovenia          | 42,3 | 46,2 | 53,9 | 53,9 | 76,9 | 69,2 | 76,9 | 73,1 | 65,4 |
| 20  | Ungaria           | 63,5 | 68,7 | 70,8 | 70,8 | 72,3 | 70,8 | 69,7 | 60,2 | 63,1 |
| 21  | Slovacia          | 57,6 | 48,5 | 63,6 | 59,4 | 56,3 | 62,5 | 56,3 | 50,0 | 59,4 |
| 22  | Polonia           | 52,6 | 64,9 | 74,1 | 83,3 | 26,7 | 18,7 | 18,8 | 44,8 | 57,7 |
| 23  | Spania            | 49,6 | 51,9 | 50,0 | 47,9 | 48,3 | 52,3 | 52,2 | 53,1 | 55,9 |
| 24  | Croația           | 11,1 | 14,8 | 14,8 | 14,8 | 51,9 | 20,0 | 14,6 | 19,5 | 26,2 |
| 25  | România           | N/A  | N/A  | N/A  | N/A  | N/A  | 0,0  | 0,0  | 0,0  | 0,0  |
| 26  | Malta             | N/A  | N/A  | N/A  | N/A  | N/A  | N/A  | N/A  | N/A  | N/A  |
| 27  | Cipru             | N/A  | N/A  | N/A  | N/A  | N/A  | N/A  | N/A  | N/A  | N/A  |

| Loc | Țară    | 2014 | 2015 | 2016 | 2017 | 2018 | 2019 | 2020 | 2021 | 2022 |
| --- | ------- | ---- | ---- | ---- | ---- | ---- | ---- | ---- | ---- | ---- |
| -   | Elveția | 61,0 | 50,5 | 62,8 | 61,1 | 75,0 | 82,1 | 72,0 | 82,5 | 78,1 |
|     |         |      |      |      |      |      |      |      |      |      |
| -   | Albania | N/A  | N/A  | N/A  | N/A  | 0,0  | 50,0 | 50,0 | 16,7 | 16,7 |

Sursa: Eurostat (online data code: sdg_14_40)

### Zone marine protejate

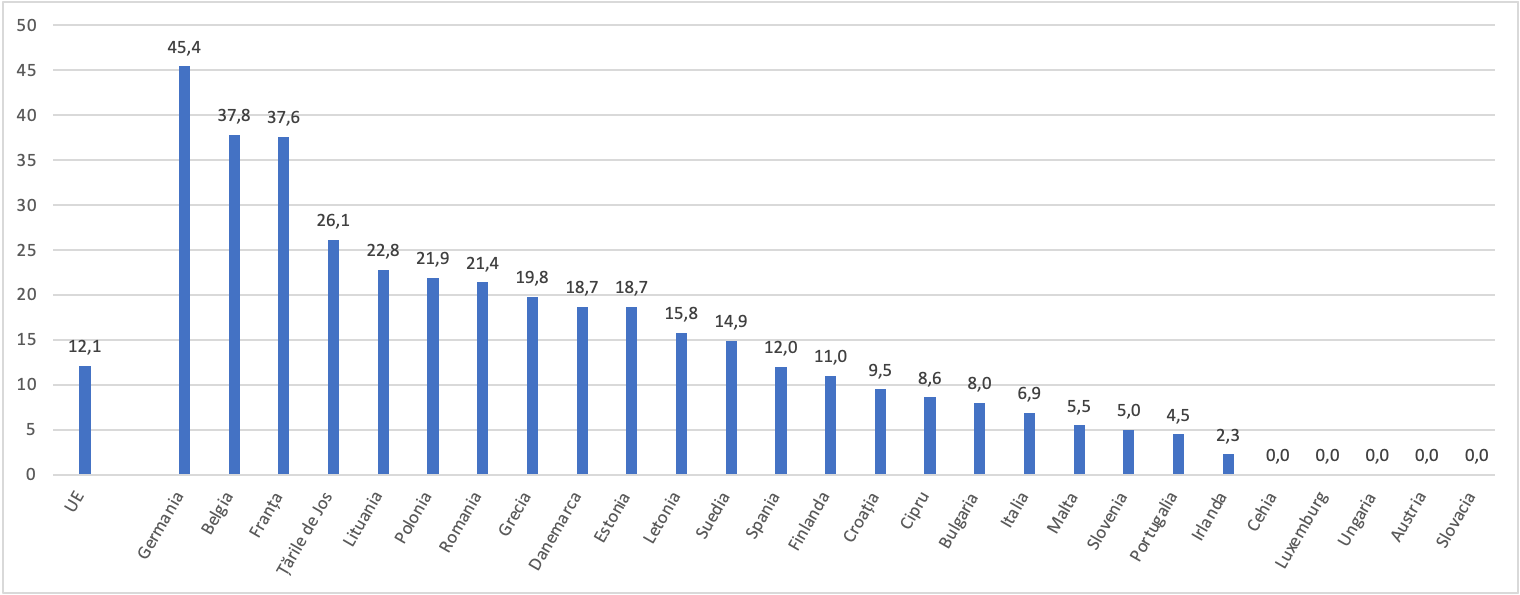
2021
Sursa: Eurostat (online data code: sdg_14_10)

Acest indicator măsoară amploarea ariilor marine protejate (AMP) în apele marine ale UE. AMP-urile sunt „puncte fierbinți” ale biodiversității și pot servi diferitelor obiective, inclusiv protecția speciilor și habitatelor, conservarea și restaurarea biodiversității, dar și utilizarea resurselor în limitele ecologice definite. De asemenea, AMP-urile pot avea un impact pozitiv asupra zonelor învecinate. Pentru toate AMP-urile sunt stabilite obiective specifice de management, constând adesea în zone diferite cu utilizări permise și nepermise. Indicatorul cuprinde ariile protejate desemnate la nivel național și siturile Natura 2000. O zonă desemnată la nivel național este o zonă protejată de legislația națională. Rețeaua Natura 2000 cuprinde zone protejate atât marine cât și terestre, desemnate în conformitate cu directivele UE privind habitatele și păsările, cu scopul de a menține sau restabili o stare de conservare favorabilă pentru tipurile de habitate și specii de interes din UE. Strategia UE pentru biodiversitate pentru 2030 urmărește să protejeze cel puțin 30% din suprafețele terestră și marină din Europa, atât siturile desemnate la nivel național, cât și siturile Natura 2000. Datele furnizate Comisiei de statele membre sunt consolidate de Agenția Europeană de Mediu și compilate de Direcția Generală pentru Mediu a Comisiei Europene.
| Loc | Țară              | 2012  | 2016  | 2019  | 2021   |
|     |                   |       |       |       |        |
| --- | ----------------- | ----- | ----- | ----- | ------ |
| -   | Uniunea Europeană | 4,2   | 7,4   | 10,7  | 12,1 b |
| 1   | Germania          | N/A   | N/A   | N/A   | 45,4 b |
| 2   | Belgia            | N/A   | N/A   | N/A   | 37,8 b |
| 3   | Franța            | N/A   | N/A   | N/A   | 37,6 b |
| 4   | Țările de Jos     | N/A   | N/A   | N/A   | 26,1 b |
| 5   | Lituania          | N/A   | N/A   | N/A   | 22,8 b |
| 6   | Polonia           | N/A   | N/A   | N/A   | 21,9 b |
| 7   | România           | N/A   | N/A   | N/A   | 21,4 b |
| 8   | Grecia            | N/A   | N/A   | N/A   | 19,8 b |
| 9   | Danemarca         | N/A   | N/A   | N/A   | 18,7 b |
| 10  | Estonia           | N/A   | N/A   | N/A   | 18,7 b |
| 11  | Letonia           | N/A   | N/A   | N/A   | 15,8 b |
| 12  | Suedia            | N/A   | N/A   | N/A   | 14,9 b |
| 13  | Spania            | N/A   | N/A   | N/A   | 12,0 b |
| 14  | Finlanda          | N/A   | N/A   | N/A   | 11,0 b |
| 15  | Croația           | N/A   | N/A   | N/A   | 9,5 b  |
| 16  | Cipru             | N/A   | N/A   | N/A   | 8,6 b  |
| 17  | Bulgaria          | N/A   | N/A   | N/A   | 8,0 b  |
| 18  | Italia            | N/A   | N/A   | N/A   | 6,9 b  |
| 19  | Malta             | N/A   | N/A   | N/A   | 5,5 b  |
| 20  | Slovenia          | N/A   | N/A   | N/A   | 5,0 b  |
| 21  | Portugalia        | N/A   | N/A   | N/A   | 4,5 b  |
| 22  | Irlanda           | N/A   | N/A   | N/A   | 2,3 b  |
| 23  | Cehia             | N/A z | N/A z | N/A z | N/A z  |
| 24  | Luxemburg         | N/A z | N/A z | N/A z | N/A z  |
| 25  | Ungaria           | N/A z | N/A z | N/A z | N/A z  |
| 26  | Austria           | N/A z | N/A z | N/A z | N/A z  |
| 27  | Slovacia          | N/A z | N/A z | N/A z | N/A z  |

b - întrerupere în seriile temporale

z - nu se aplică (țară fără acces la mare)

Sursa: Eurostat (online data code: sdg_14_10)

### Tendințele estimate ale biomasei stocurilor de pește

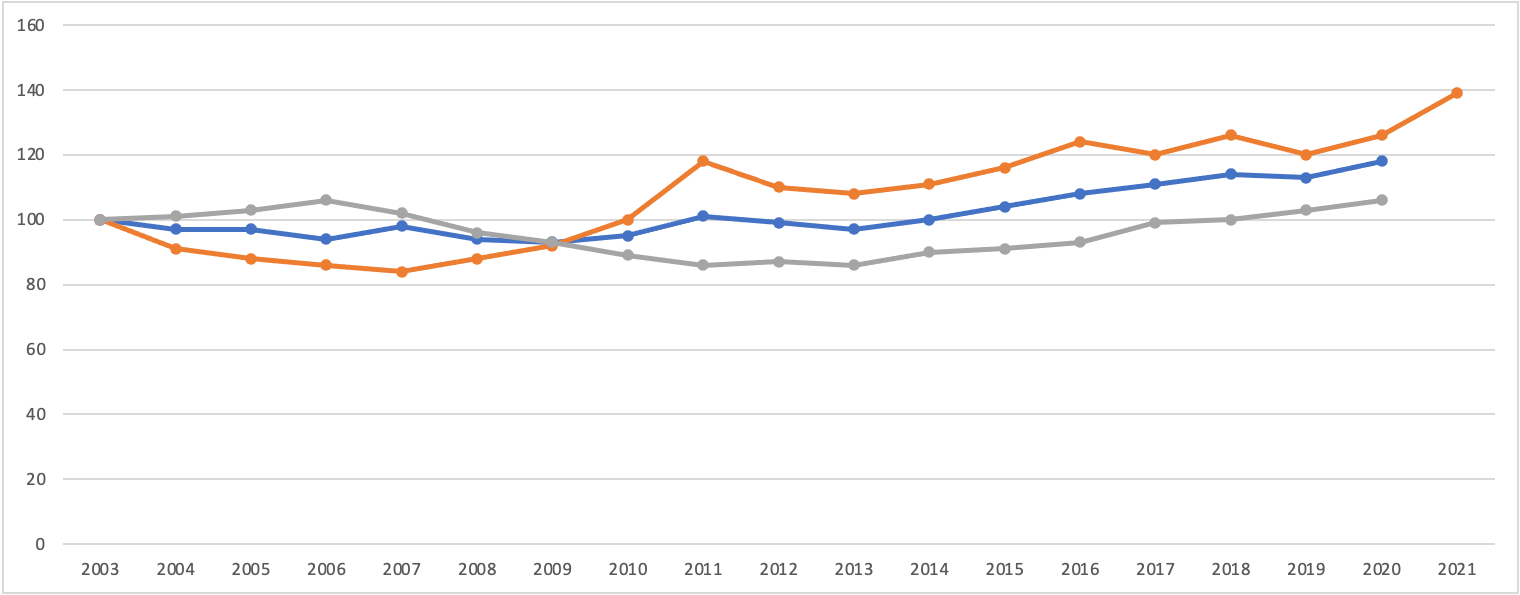
Totalul apelor marine ale UE
Atlanticul de Nord-Est (zona FAO 27)
Marea Mediterană și Marea Neagră (zona FAO 37)
Sursa: Eurostat (online data code: sdg_14_21)

Biomasa stocului de pește este o funcție a caracteristicilor biologice, cum ar fi abundența și greutatea și poate indica starea unui stoc de pește atunci când este măsurată în raport cu valorile de referință. Acesta este un indicator bazat pe model care este calculat folosind rezultatele evaluărilor cantitative ale stocurilor pentru o singură specie și reprezintă valoarea mediană a biomasei stocului de pește în raport cu 2003. Serii temporale pentru estimările biomasei stocurilor sunt furnizate de Consiliul Internațional pentru Explorarea Mării (International Council for the Exploration of the Sea - ICES).
| Zonă marină                                    | 2003 | 2004 | 2005 | 2006 | 2007 | 2008 | 2009 | 2010 | 2011 | 2012 | 2013 | 2014 | 2015 | 2016 | 2017 | 2018 | 2019 | 2020 | 2021 |
| ---------------------------------------------- | ---- | ---- | ---- | ---- | ---- | ---- | ---- | ---- | ---- | ---- | ---- | ---- | ---- | ---- | ---- | ---- | ---- | ---- | ---- |
| Totalul apelor marine ale UE                   | 100  | 97   | 97   | 94   | 98   | 94   | 93   | 95   | 101  | 99   | 97   | 100  | 104  | 108  | 111  | 114  | 113  | 118  | N/A  |
| Atlanticul de Nord-Est (zona FAO 27)           | 100  | 91   | 88   | 86   | 84   | 88   | 92   | 100  | 118  | 110  | 108  | 111  | 116  | 124  | 120  | 126  | 120  | 126  | 139  |
| Marea Mediterană și Marea Neagră (zona FAO 37) | 100  | 101  | 103  | 106  | 102  | 96   | 93   | 89   | 86   | 87   | 86   | 90   | 91   | 93   | 99   | 100  | 103  | 106  | N/A  |

Sursa: Eurostat (online data code: sdg_14_21)

### Tendințe estimate ale presiunii pescuitului

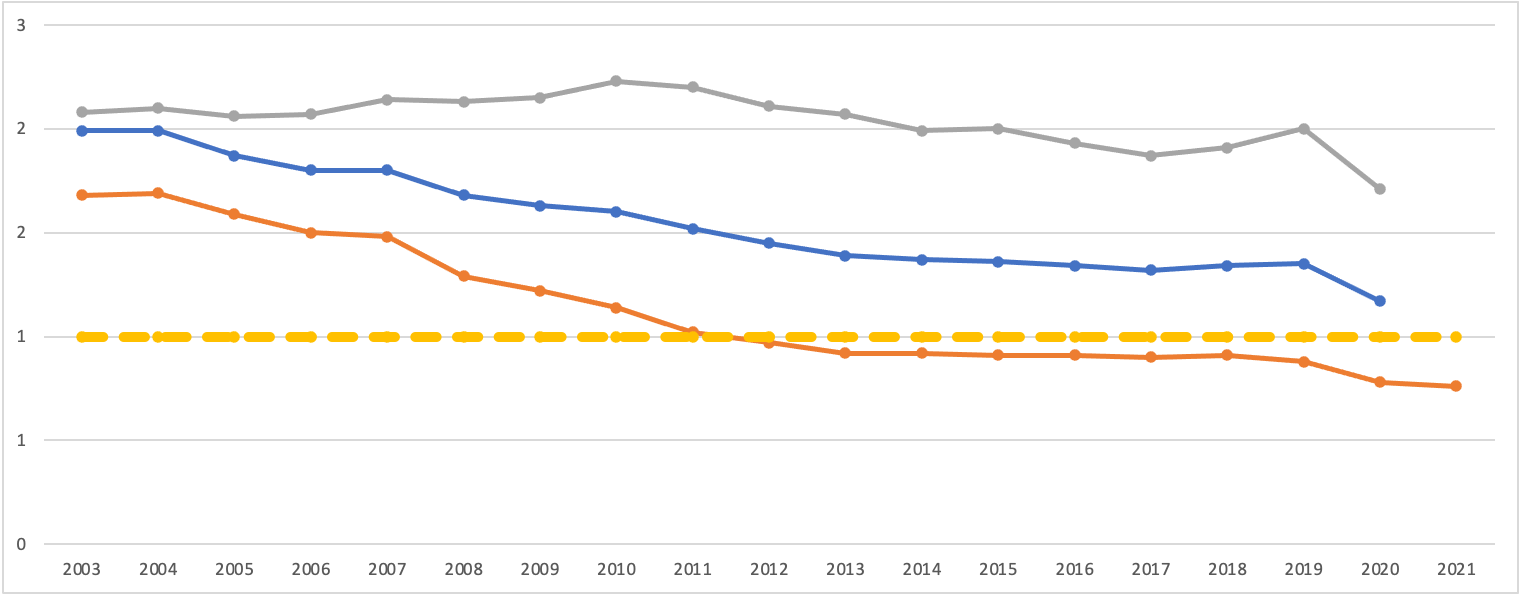
Totalul apelor marine ale UE
Atlanticul de Nord-Est (zona FAO 27)
Marea Mediterană și Marea Neagră (zona FAO 37)
Limită pescuit sustenabil
Sursa: Eurostat (online data code: sdg_14_30)

Pentru a se asigura că stocurile de pește sunt exploatate în mod durabil, Politica europeană comună în domeniul pescuitului (European Common Fisheries Policy - CFP) își propune să reconstruiască stocurile peste nivelurile la care acestea pot produce randamentul maxim sustenabil (Maximum Sustainable Yield - MSY). MSY este determinat de mărimea medie pe termen lung a stocului care permite pescuitul la acest nivel. Indicatorul prezintă valoarea mediană bazată pe model a mortalității curente prin pescuit (F) în raport cu randamentul maxim sustenabil estimat (FMSY), exprimat prin termenul F/FMSY. Valorile subunitare indică niveluri durabile de pescuit (F ≤ FMSY). Tendința modelată pentru totalul apelor UE este dominată de situația mai stabilă din Atlanticul de Nord-Est, în timp ce presiunea mai mare a pescuitului în Marea Mediterană și Marea Neagră are o pondere mai mică în model. Datele din seria temporală privind mortalitatea prin pescuit sunt furnizate de Consiliul Internațional pentru Explorarea Mării (ICES).
| Zonă marină                                    | 2003 | 2004 | 2005 | 2006 | 2007 | 2008 | 2009 | 2010 | 2011 | 2012 | 2013 | 2014 | 2015 | 2016 | 2017 | 2018 | 2019 | 2020 | 2021 |
| ---------------------------------------------- | ---- | ---- | ---- | ---- | ---- | ---- | ---- | ---- | ---- | ---- | ---- | ---- | ---- | ---- | ---- | ---- | ---- | ---- | ---- |
| Totalul apelor marine ale UE                   | 1,99 | 1,99 | 1,87 | 1,80 | 1,80 | 1,68 | 1,63 | 1,60 | 1,52 | 1,45 | 1,39 | 1,37 | 1,36 | 1,34 | 1,32 | 1,34 | 1,35 | 1,17 | N/A  |
| Atlanticul de Nord-Est (zona FAO 27)           | 1,68 | 1,69 | 1,59 | 1,50 | 1,48 | 1,29 | 1,22 | 1,14 | 1,02 | 0,97 | 0,92 | 0,92 | 0,91 | 0,91 | 0,90 | 0,91 | 0,88 | 0,78 | 0,76 |
| Marea Mediterană și Marea Neagră (zona FAO 37) | 2,08 | 2,10 | 2,06 | 2,07 | 2,14 | 2,13 | 2,15 | 2,23 | 2,20 | 2,11 | 2,07 | 1,99 | 2,00 | 1,93 | 1,87 | 1,91 | 2,00 | 1,71 | N/A  |

Sursa: Eurostat (online data code: sdg_14_30)